# Glacier Ebba
Pour les articles homonymes, voir Ebba.
Le glacier Ebba (en norvégien Ebbabreen) est un glacier du Svalbard.

## Toponymie
Le glacier est nommé en l'honneur d'Ebba Hult De Geer, femme du géologue suédois Gerard De Geer (1848-1943). De Geer a exploré le Spitzberg à plusieurs reprises entre 1882 et 1910.

## Histoire

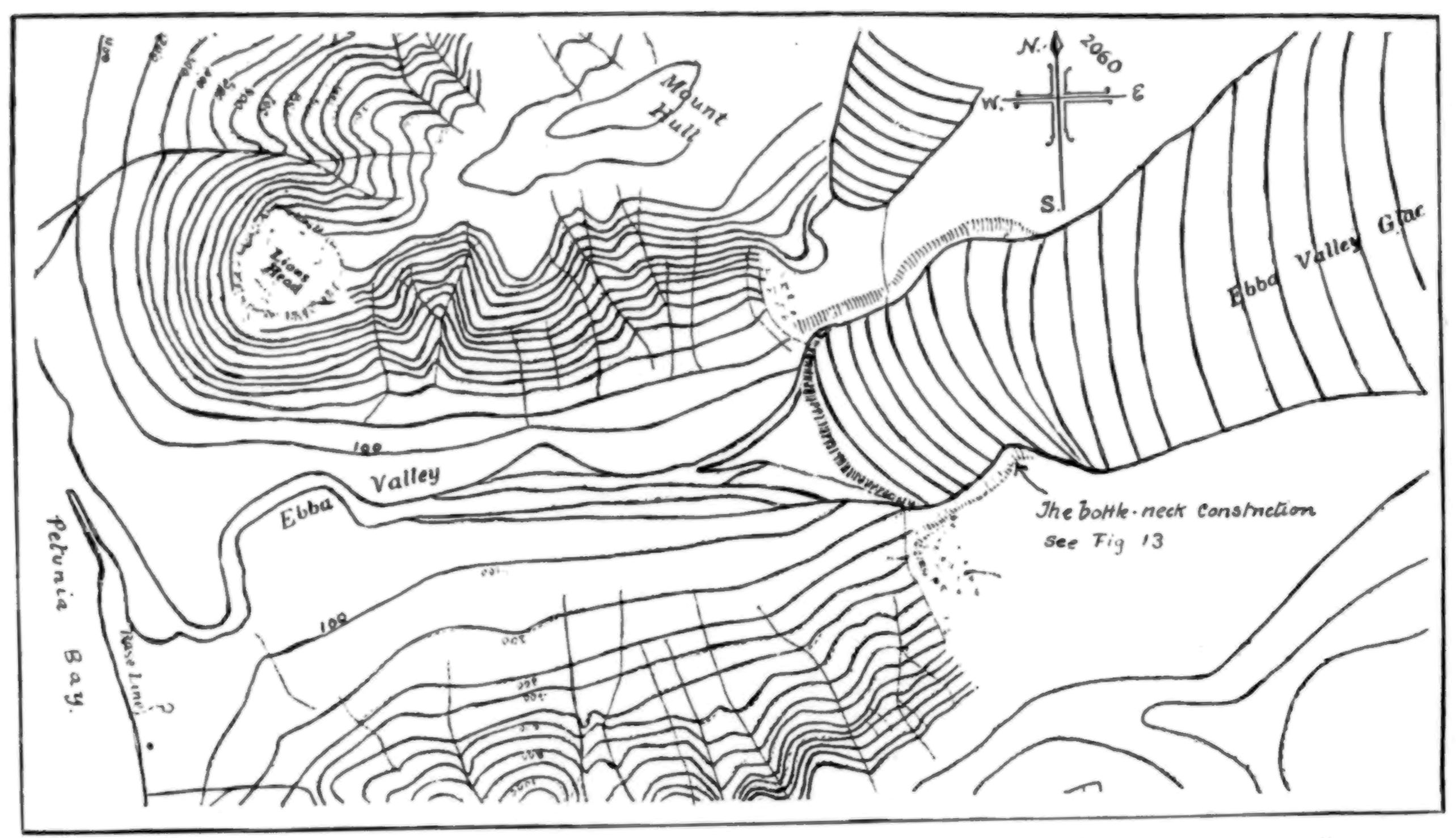
Carte schématique du glacier en 1919.

Yves Vallette, Robert Pommier et J.A. Martin empruntent le glacier Ebba en 1946 pour accéder à la calotte glaciaire du Spitzberg,.